# Ципро, Франтишек
Франти́шек Ципро (чеш. František Cipro; 13 апреля 1947[…], Йиглава — 7 февраля 2023) — чехословацкий футболист и чешский футбольный тренер, играл на позиции полузащитника.

## Биография

### Клубная карьера
Ципро начал профессиональную карьеру в клубе «Пардубице 1899», за который играл в течение двух сезонов. Затем он перешёл в «ТЕ Готтвальдов», в котором играл один сезон.
В 1971 году стал игроком пражской «Славии», в составе которой отыграл девять сезонов, из них три сезона в качестве капитана. В общей сложности он сыграл за «Славию» 501 матч и забил 41 гол.

### Тренерская карьера
С 1988 по 1990 года работал главным тренером клуба «Зброёвка». Затем он работал на Кипре с клубом «АЕЛ» из Лимасола. С 1992 по 1994 год работал главным тренером клуба «Хмел».
В 1995 году Ципро возглавил пражскую «Славию», с которой проработал два сезона. Он привёл «Славию» к первому за 49 лет чемпионскому титулу и дошёл с командой до полуфинала Кубка УЕФА в сезоне 1995/96, в котором чешский клуб проиграл французскому клубу «Бордо». Этот результат является лучшим для Чехии в еврокубковых турнирах после разделения Чехословакии. В следующем сезоне «Славия» выиграла Кубок Чехии.
Ципро работал в Австрии в качестве главного тренера клубов «Тироль» (1997—1999), ЛАСК (2001) и «Фрайштадт» (2004—2005, 2008—2009). В 1999 году он во второй раз возглавил пражскую «Славию», с которой проработал один сезон. Среди клубов, с которыми он работал были «Теплице» и «Виктория». В 2010 году в третий раз в карьере возглавил пражскую «Славию».
Неоднократно работал главным тренером клуба «Динамо» из Ческе-Будеёвице. В 2015 году завершил тренерскую карьеру и перешёл на скаутскую деятельность.

### Смерть
Скончался 7 февраля 2023 года в возрасте 75 лет после продолжительной борьбы с раком толстой кишки, который был у него диагностирован весной 2020 года.

## Достижения

### Как игрок
«ТЕ Готтвальдов»
- Обладатель Кубка Чехословакии (1) : 1969/70

### Как главный тренер
«Славия» (Прага)
- Чемпион Чехии (1): 1995/96
- Обладатель Кубка Чехии (1): 1996/97

### Личные
- Лучший тренер года в Чехии (1): 1997